# Charalambos Xanthopoulos
Charalambos „Babis“ Xanthopoulos (griechisch Χαράλαμπος „Μπάμπης“ Ξανθόπουλος, * 29. August 1956) ist ein ehemaliger griechischer Fußballspieler.

## Spielerkarriere
Xanthopoulos spielte seine gesamte Karriere bei Iraklis Thessaloniki. Er konnte in seiner gesamten Karriere keinen Titel erringen.
International spielte Xanthopoulos für Griechenland und nahm an der Fußball-Europameisterschaft 1980 in Italien teil. Bei dieser EM wurde er zweimal eingesetzt.